# Henrietta Leavitt
Henrietta Swan Leavitt (ur. 4 lipca 1868 w Lancaster, Massachusetts, zm. 12 grudnia 1921 w Cambridge, Massachusetts) – amerykańska astronom.

## Życiorys
Córka pastora Kościoła kongregacjonalistów. Mimo faktu, że od dzieciństwa była głucha, dokonała wybitnych osiągnięć w dziedzinie astronomii. Otrzymała licencjat Radcliffe College w 1892, który wówczas nosił nazwę Towarzystwo Wyższego Kształcenia Kobiet. W ostatnim roku studiów zainteresowała się astronomią i podjęła studia podyplomowe w tym kierunku. W następnym roku podjęła pracę w obserwatorium na Uniwersytecie Harvarda (została rachmistrzem w grupie Edwarda C. Pickeringa, kobiety w niej zatrudnione nazywano „harwardzkimi komputerami”). Na początku pracowała jako ochotniczka, ale po siedmiu latach, gdy nabrała wprawy w określaniu jasności gwiazd na podstawie płyt fotograficznych została przyjęta na etat. Badała regularne zmiany jasności cefeid.
W 1908 zaobserwowała, że cefeidy zmieniają swoją rzeczywistą jasność i „szybkość mrugania”, czyli czas dzielący okresy maksymalnej i minimalnej jasności. Zauważyła, że najjaśniejsze cefeidy pulsują powoli, a ciemniejsze szybciej, a efekt ten jest powszechny i skorelowany. Oznaczało to, że można wyliczyć odległość od cefeid. Ówczesna nauka wciąż uważała, że Droga Mleczna jest całym Wszechświatem, a Leavitt już odkryła sposób na zajrzenie poza Drogę Mleczną. Odkryła i skatalogowała gwiazdy zmienne w Obłokach Magellana, po czym na podstawie tych obserwacji odkryła w 1912 i w 1913 szereg zależności związanych z cefeidami, w tym zależność pomiędzy okresem cefeidy a jej jasnością absolutną, co okazało się ważne dla obliczania odległości we wszechświecie. Odkryła również 4 gwiazdy nowe oraz ponad 2400 gwiazd zmiennych. Zmarła na nowotwór.

## Nagrody i wyróżnienia
- Planetoida (5383) Leavitt i krater Leavitt(inne języki) na Księżycu zostały nazwane na jej cześć.
- Cztery lata po jej śmierci szwedzki matematyk Magnus Gustaw Mittag-Leffler, nie wiedząc, że ona nie żyje, zaproponował nominowanie jej do Nagrody Nobla w dziedzinie fizyki w 1926 roku. Napisał do Harlowa Shapleya prośbę o podanie szczegółowych informacji na temat jej pracy dotyczącej zmienności cefeid, oferując zawarcie tych informacji w swej monografii o Zofii Kowalewskiej. Shapley w odpowiedzi poinformował Mittag-Lefflera, że Leavitt zmarła, i zasugerował, że faktycznym odkrywcą jest on sam (Shapley) – dzięki interpretacji jej wyników. Leavitt nigdy nie została nominowana, ponieważ Nagroda Nobla nie jest przyznawana pośmiertnie[5].
- Jeden z teleskopów ASAS-SN(inne języki) w Obserwatorium McDonalda(inne języki) w Teksasie został nazwany jej na jej cześć[6].
- Rosa Montero w książce "Ta żałosna myśl, że nigdy więcej cię nie zobaczę" wspomina Leavitt (w towarzystwie Rosalindy Franklin oraz Lise Meitner) jako jedną z mniej znanych naukowczyń, których wkład w naukę został przywłaszczony lub umniejszony[7].